# Stéphane Jacques
Stéphane F. Jacques est un acteur québécois.

## Filmographie

### Cinéma
- 2000 : Méchant Party de Mario Chabot : le client du restaurant miteux
- 2000 : La Vie après l'amour de Gabriel Pelletier : le détective Arsenault
- 2001 : 15 février 1839 de Pierre Falardeau : Jean-Baptiste Laberge
- 2003 : Père et Fils de Michel Boujenah : un médecin
- 2004 : Camping sauvage de Sylvain Roy et Guy A. Lepage : le barbu
- 2004 : La Lune viendra d'elle-même (en) de Marie-Jan Seille : un médecin
- 2004 : Littoral de Wajdi Mouawad : le policier Renaud
- 2009 : Pour toujours, les Canadiens! de Sylvain Archambault : Benoît Lanctôt-Couture
- 2016 : Les Mauvaises Herbes de Louis Bélanger : Tony
- 2019 : Vivre à 100 milles à l'heure de Louis Bélanger : médecin
- 2024 : Se fondre de Simon Lavoie : médecin de la prison

### Télévision
- 1992 : Bye Bye : divers rôles
- 1993 : Les Grands Procès : M. Garant
- 1993 : La Petite Vie : Constant
- 1995 : 4 et demi... : Christian
- 1995 : Les Héritiers Duval : Médecin
- 1995 : Bouledogue Bazar : Ferdinand
- 1996 : Virginie : Vincent Saint-Arnaud
- 1998 : Réseaux : Patrick Théroux
- 2001 : Fred-dy : Big Marc Chartrand
- 2001 : Fortier : Rosaire Parent
- 2002 : Fêtes fatales (segment Fête des mères) : Jean
- 2006 : Les Bougon : un éditeur
- 2013 : Mémoires vives : Franck Manseau
- 2016 : Séquelles : sergent Labonté (Bureau des crimes majeurs)
- 2016 : District 31 (4 épisodes) : Dr Lachance
- 2018 : Léo (saisons 1 et 2) : Pisseux Bolduc
- 2019 : Une autre histoire : Suzanne « Suzon » Mercier
- 2024 : Bête noire (saison 2) : Julien Dubé
- 2024 : Batman, le justicier masqué : Fletcher Demming (voix, version québécoise)